# Erazm Gliczner
Erazm Gliczner Skrzetuski, znany też jako Glicner, Glitzner, Glitznerus, Gliczner Znenensis, Znanius (ur. w 1535, zm. 21 stycznia 1603 w Brodnicy) – polski pisarz, reformator religijny, teolog-polemista, pedagog, tłumacz, przywódca luteran wielkopolskich, brat działacza luterańskiego Mikołaja Glicznera. W 1603 roku jako autor trafił do pierwszego polskiego Indeksu Ksiąg Zakazanych powstałego z inicjatywy biskupa Bernarda Maciejowskiego. 

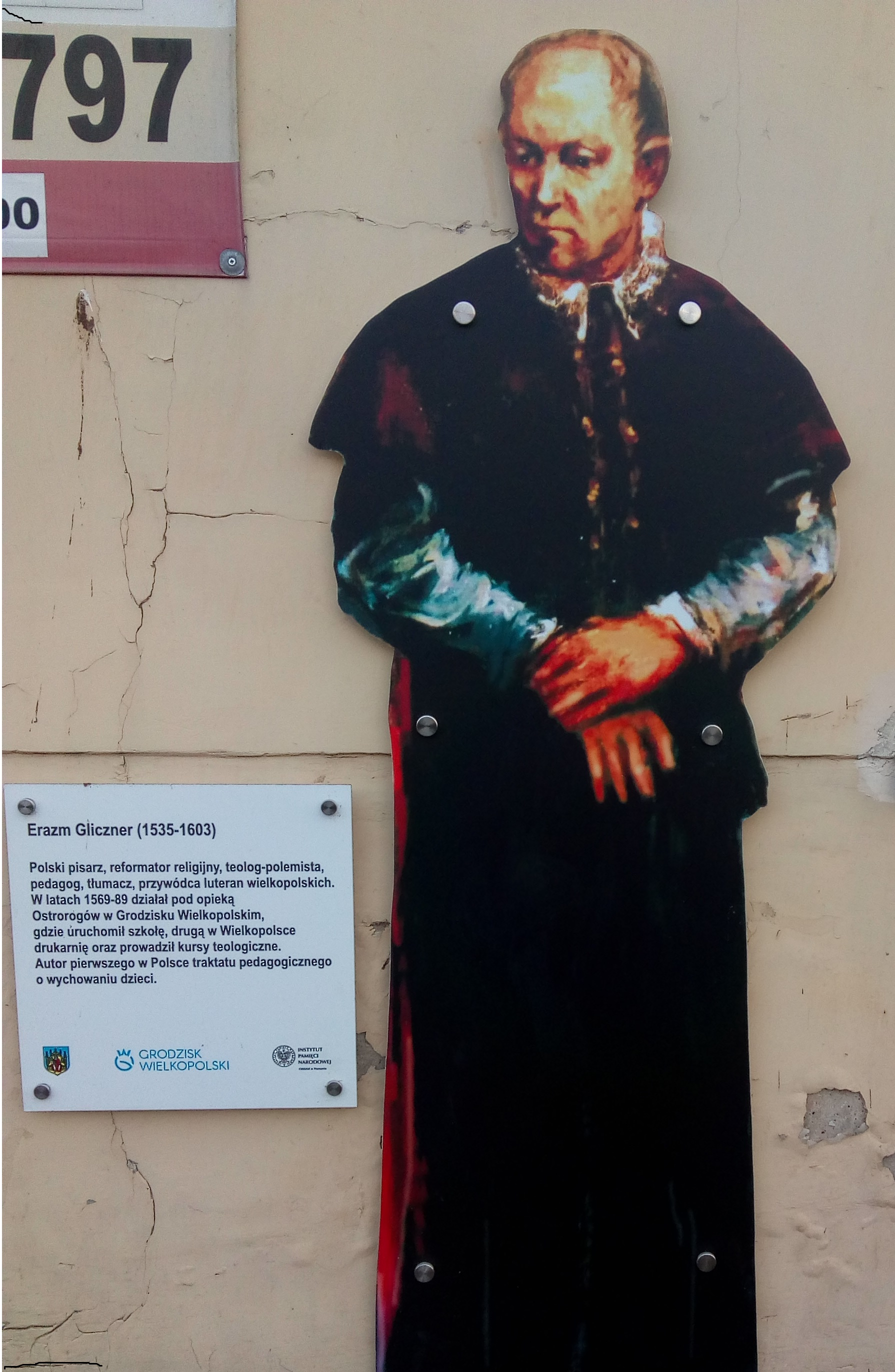
Erazm Gliczner - pamiątkowy portret w Grodzisku Wlkp.

## Życiorys
Urodził się w Laskach Wielkich pod Żninem jako syn mieszczański (ojciec Jakub, matka Dorota Ninińska). Po zdobyciu wykształcenia w gimnazjum humanistycznym Valentina Trozendorfa w Goldbergu (Złotoryi na Śląsku) odbył w latach 1554-1558 studia na uniwersytecie w Królewcu (tzw. Albertyna). Przez kilka lat był duchownym kalwińskim, by ostatecznie przejść na luteranizm. Od 1556 roku przebywał na dworze księcia Albrechta Hohenzollerna, po 1560 roku propagator luteranizmu w Polsce, od 1565 superintendent ewangelicko-augsburski w Wielkopolsce; następnie kaznodzieja ewangelicki przy kościele Marii Panny w Toruniu w latach 1567-1569. Podpisał zgodę sandomierską w 1570 roku. W latach 1569–1589 działał pod opieką rodziny Ostrorogów w Grodzisku Wielkopolskim, gdzie uruchomił szkołę, drukarnię i kursy teologiczne, od 1591 aż do 26 stycznia 1603 był ministrem zboru w Brodnicy, pełniąc jednocześnie funkcje pastora miejskiego i nadwornego kaznodziei Zofii Działyńskiej. Uczestniczył w zjeździe w Sandomierzu i był jednym z twórców zgody sandomierskiej z 1570.

## Twórczość
Autor pierwszego w Polsce traktatu pedagogicznego o wychowaniu dzieci – Książki o wychowaniu dzieci barzo dobre, pożyteczne i potrzebne... (1558), w którym opierając się na Biblii oraz dziełach starożytnych krytykował wychowanie dworskie i indywidualne, a zalecał wychowanie szkolne. Traktat ten znany jest także pod nazwą Rozprawa Erazma Glicznera. Autor wyrażał w nim przekonanie, że dziecko stanowi największy skarb i szczęście rodziny, stąd dzieci powinny się rodzić w legalnych małżeństwach. Rodzice według niego powinni być autorytetem dla swoich dzieci. Był przeciwnikiem rozpieszczania dzieci, a zwolennikiem dyscypliny. Cenił wyżej wychowanie publiczne niż prywatne. Nauczyciel jego zdaniem powinien być prawym chrześcijaninem, zdolnym, sumiennym i wykształconym.

### Ważniejsze utwory
- Nauka i praktyka, Kraków 1558, drukarnia Łazarz Andrysowic, (dziełko z zakresu gospodarstwa wiejskiego i rolnictwa)
- Książki o wychowaniu dzieci barzo dobre, pożyteczne i potrzebne, z których rodzicy ku wychowaniu dzieci swych naukę dołożną wyczerpnąć mogą, Kraków 1558, drukarnia M. Siebeneicher; fragmenty przedr.: W. A. Maciejowski "Jak to u nas w XVI wieku syna prowadzili od jego urodzenia aż do ożenienia", Biblioteka Warszawska 1859, t. 4; całość przedr.: W. Wisłocki, Kraków 1876[7], Biblioteka Przedruków nr 2
- Taniec i rozmowa o nim, w której się to zamyka, skąd poszedł taniec, co są za owoce jego. A jeśliż się godzi człowiekowi krześcianskiemu z białemi głowami tańcować?, Grodzisk 1563, drukarnia J. Gliczner; domniemana edycja: Królewiec 1598 – prawdopodobnie nie istnieje; przedr.: T. Grabowski Pamiętnik Literacki rocznik 13 (1914/1915)
- Libellus brevis ac dilucidus contra novos circumcisores Ecclesiae coenaries, Frankfurt n. Odrą, 1564
- Breve colloquium, Frankfurt n. Odrą, 1565
- De Sacrosanctissima Trinitate... observationes, Frankfurt n. Odrą, 1565
- Societas et symbola doctrinae et morum, 1565
- Assertiones aliquot breves ac dilucidae pro baptismo infantium, Toruń 1569, drukarnia S. Worffschauffel, (przeciwko Grzegorzowi Pawłowi)
- Agenda szafunku Wieczerzy Pańskiej, Toruń 1573, unikat w Toruniu
- Odpór na odpowiedź questii niektórych podanych o kościele powszechnym, Grodzisk 1579, drukarnia M. Nering
- Kronika żywota, nauki i spraw Jezusa Chrystusa, Grodzisk 1579, drukarnia M. Nering(?), wyd. K. Miaskowski Zapiski Towarzystwa Naukowego w Toruniu t. 7 (1929); odb. Toruń 1928; unikat: Książnica Miejska w Toruniu
- Consensus, Toruń 1586; wyd. następne: Toruń 1592; wyd. razem z : Acta et conclusiones Synodi generalis Torunensis. Sprawy i uchwały Synodu generalnego toruńskiego Anno D. 1595, Toruń 1596; przedr.: D. E. Jabłoński Historia Consensus Sendomiriensis, Berlin 1731, s. 182-195
- Appellatia, która się popiera i znowu wywodzi. Obrona dołożna confederatiej Królestwa Polskiego[8], Królewiec 1598, drukarnia J. Osterberger, (na ten utwór odpisał ks. Wojciech Emporyn Excepcia przeciw jadowity appelaciej Erasmusa Glicznera, Poznań 1600)
- Chronicon regum Poloniae[9], Toruń 1597, drukarnia A. Cotenius, (druk zawiera tylko cz. 1, traktującą o dziejach bajecznych do Ziemomysła; cz. 2-4 doprowadzone do Zygmunta III, pozostały w rękopisie), przekł. polski(?) w rękopisie Biblioteki Narodowej, sygn. Lat. Pol. Q IV, 33, zaginął
- Wiersze polskie przy R. Lorichiusz Księgi o wychowaniu i o czwiczeniu każdego przełożonego, Kraków 1558, drukarnia M. Szarffenberg; J. Rybiński Gęśli różnorodnych księga, Toruń 1593

### Przekłady
- Isocrates Oracia o sprawowaniu państwa na polskie przełożona, wyd. przy R. Lorichiusz Księgi o wychowaniu i o czwiczeniu każdego przełożonego, Kraków 1558, drukarnia M. Szarffenberg, (według Estreichera wyszła prawdopodobnie wcześniej jako druk osobny)
- Euthropius Flavius Kronika Eutropiusza... z łacińskiego na polski przełożona, Grodzisk 1581, drukarnia M. Nering
- Confessia wiary, którą augustanską albo auspurską zową, Gdańsk 1594

### Listy i materiały
- List do Szymona Bogumiła Turnowskiego, Gorka, 2 lutego 1591, ogł. (wraz z podobizną fot. rękopisu) J. Bidlo Jednota bratrská v prvním vyhnanství, cz. 4 (1587-1595), Praga 1932, dod. s. 214-215
- List (prawdopodobnie od ministra zboru Św. Jerzego w Toruniu-Mokre) do E. Glicznera, ogł. H. Barycz "Erazm Gliczner. (W trzechsetlecie zgonu)", Reformacja w Polsce 1953/1955 (wyd. 1956), s. 248-249
- Materiały dot. działalności różnowierczej, udziału w synodach z lat 1570-1595, wyd. G. Smend "Die Synoden der Kirche Augsburgischer Konfession in Grosspolen im 16, 17 und 18 Jahrhundert", Poznań 1930, Jahrbuch d. Theologischen Seminars d. Unierten Evangelischen Kirche in Polen t. 2
- 3 dedykacje autorskie: Walentemu Kuczborskiemu (1565), Andrzejowi Żernickiemu (1595), Marcinowi Gratianowi (1599), ogł. K. Piekarski "Rękopiśmienne dedykacje autorskie XVI wieku", Przegląd Biblioteczny, t. 3 (1929)